# Uberto da Cesena
Uberto da Cesena (... – 21 agosto 1334) è stato un vescovo cattolico italiano.

## Biografia
Canonico regolare di Sant'Agostino, è considerato uno dei più illustri canonisti del Trecento. Tra il 1317 e il 1323 fu insegnante a Venezia, prima di trasferirsi all'Università di Bologna, dove fu anche priore prima di Santa Maria di Reno e poi di San Salvatore. Il 21 aprile 1333 fu nominato vescovo di Concordia.